# Protocole facultatif à la Convention relative aux droits de l'enfant sur une procédure de communication
Le Protocole facultatif à la Convention relative aux droits de l'enfant sur une procédure de communications est un traité ouvert aux états parties à la Convention relative aux droits de l'enfant. Le Protocole a été adopté par l'Assemblée générale des Nations Unies le 19 décembre 2011 et est entré en vigueur le 14 avril 2014, après ratification par 10 états.
En octobre 2022, le Protocole est signé par 52 états et ratifié ou adhéré par 50 états.